# Chytonix clethria
Chytonix clethria är en fjärilsart som beskrevs av Alfred Ernest Wileman och Reginald James West 1929.
Chytonix clethria ingår i släktet Chytonix och familjen nattflyn. Inga underarter finns listade i Catalogue of Life.